# Київський економічний інститут
Київський Економічний Інститут (КЕІ) є науково-дослідницькою організацією (див. think tank), котра була заснована у 2005 році  Київською школою економіки та Стокгольмським Інститутом Перехідної Економіки. КЕІ здійснює дослідження високого рівня складності у галузі економіки. Партнерами КЕІ є Київська школа економіки, Стокгольмський Інститут Перехідної Економіки (SITE), Шведська Агенція Міжнародного Розвитку (SIDA), а також провідні дослідницькі центри в інших країнах. 

## Мета КЕІ
полягає у виконанні наступних завдань:
- Здійснення високоякісних економічних  досліджень та надання консультацій відповідно до  українських та  світових стандартів якості;
- Підвищення рівня економічної обізнаності політичної еліти, бізнес-лідерів та громадськості шляхом розповсюдження результатів досліджень серед зацікавлених осіб.

## Основні напрями спеціалізації КЕІ
- Оцінка впливу проєктів та політики;
- Регіональна економіка;
- Економіка ринків праці;
- Економічна демографія та економіка здоров'я;
- Економіка суспільного сектору;
- Міжнародна торгівля.

КЕІ має досвід успішного виконання проєктів на замовлення державних органів, приватних структур, міжнародних фондів та компаній.

## Приклади проєктів
- Проєкт із дослідження політичних реформ в економіці на прикладі реформування українського ринку праці, (проєкт у виконанні);
- Локальні інвестиції та національна конкурентоспроможність, (проєкт у виконанні, Агентство США з міжнародного розвитку (USAID) [Архівовано 22 Травня 2020 у Wayback Machine.]);
- Оцінка результативності та впливу Проєкту «Удосконалення системи соціальної допомоги» (2007-2010, Світовий банк[4] та Міністерство праці та соціальної політики України[5] );
- Оцінка впливу Проєкту «Здоров’я матері та дитини» в Україні (2007-2009, Глобальна мережа з розвитку (GDN)[6]);
- «Економічний вплив проекту регіонального економічного розвитку в Україні: структура оцінювання впливу й попередні результати» (2009-2010, Агентство США з міжнародного розвитку (USAID) [Архівовано 22 Травня 2020 у Wayback Machine.]);
- «Економічні та соціальні наслідки промислової реструктуризації в Росії та Україні»  (2006-2009,Economic and Social Consequences of Industrial Restructuring in Russia and Ukraine(ESCIRRU [Архівовано 12 Травня 2011 у Wayback Machine.]);
- Проєкт з дослідження розвитку муніципалітетів «Збірка порад для економічного розвитку муніципалітетів» (2006-2008).

## Керівництво Інституту
Академічний директор КЕІ - Денис Нізалов, Ph.D.

## Наукові співробітники Інституту
Наукові співробітники КЕІ [Архівовано 10 Жовтня 2011 у Wayback Machine.] - висококваліфіковані  економісти, які здобули науковий ступінь (див. Ph.D.) у провідних західних університетах і продовжують  науково-дослідну діяльність у сферах аналізу ефективності й продуктивності секторів економіки, реформування економіки, економіки праці, економічної  демографії та ін. Відповідно до домовленостей між Київською школою економіки та Київським економічним інститутом, дослідженнями в КЕІ займаються  професори KSE.

## Партнерські організації
- Київ, Україна  - (KSE [Архівовано 2 Липня 2008 у Wayback Machine.])
- Щецін, Польща  - (CenEA [Архівовано 24 Березня 2022 у Wayback Machine.])
- Варшава, Польща  - (WISER [Архівовано 17 Березня 2018 у Wayback Machine.])
- Мінськ, Білорусь - (BEROC [Архівовано 18 Вересня 2012 у Wayback Machine.])
- Рига, Латвія  - (BICEPS [Архівовано 8 Лютого 2013 у Wayback Machine.])
- Рига, Латвія  - (SSE)
- Москва, Росія  - (NES [Архівовано 25 Березня 2022 у Wayback Machine.])
- Москва, Росія  - (CEFIR [Архівовано 26 Березня 2022 у Wayback Machine.])
- Стокгольм, Швеція  - (SITE [Архівовано 27 Листопада 2010 у Wayback Machine.])